# Michael Tonge
Michael Tonge (ur. 7 kwietnia 1983 w Manchesterze) – angielski piłkarz występujący na pozycji pomocnika w Leeds United.

## Kariera
Swoją karierę piłkarską Tonge rozpoczynał w akademii piłkarskiej Manchesteru United. Następnie rozpoczął grę w juniorskich zespołach Sheffield United. Do pierwszego składu włączony został w roku 2000. Zadebiutował w nim 17 kwietnia 2001 roku w meczu z Wimbledonem. W sezonie 2000/2001 wystąpił jeszcze w jednym spotkaniu. 27 października w spotkaniu z Crewe Alexandra strzelił pierwszą bramkę dla Sheffield. Cały sezon 2001/2002 zakończył natomiast z 30 występami oraz trzema golami. Od tego czasu stał się podstawowym zawodnikiem swojego klubu. W sezonie 2005/2006 zagrał w 30 ligowych meczach i pomógł Sheffield awansować do Premier League. W najwyższej klasie rozgrywkowej w Anglii zadebiutował 19 sierpnia 2006 roku w zremisowanym 1:1 spotkaniu z Liverpoolem. Pierwszego gola zdobył w styczniowym meczu z Fulham. Przez cały sezon wystąpił w 27 meczach oraz zdobył dwie bramki, jednak jego klub zajął 18. miejsce w tabeli i spadł do Championship. W Sheffield grał jeszcze przez rok, po czym podpisał kontrakt z beniaminkiem Premier League, Stoke City. W Sheffield rozegrał łącznie 262 ligowe mecze, w których strzelił 21 bramek.
W nowym zespole pierwszy raz wystąpił 14 września w ligowym meczu z Evertonem. W sezonie 2008/2009 w Stoke wystąpił 10 razy. 20 listopada 2009 roku Tonge został wypożyczony do Preston North End. Grał tam do 1 stycznia 2010 roku. W tym czasie wystąpił w siedmiu ligowych meczach. 1 lutego 2010 roku Tonge został wypożyczony do Derby County, zaś pod koniec 2010 do Preston North End. Na początku 2012 roku przeszedł na zasadzie wypożyczenia do Barnsley. 13 sierpnia został na trzy miesiące wypożyczony do Leeds United.